# Gaetano Berardi
Gaetano Berardi (Sorengo, 21 de agosto de 1988) es un exfutbolista suizo que jugaba como defensor.

## Trayectoria

### Brescia
Surgido de las inferiores del Associazione Calcio Lugano, en el verano de 2005 el Brescia de la Serie B adquirió su pase y permanecería en el club hasta 2011. Su debut fue el 30 de junio de 2007 en una victoria como visitante frente al Pescara.
En la temporada 2009-10 de la Serie B, consiguió el ascenso a través de los play-offs ganándole al Torino por un global de 2 a 1. 
En el Brescia permaneció hasta 2011, con un total de 105 partidos disputados sin anotar goles.

### Sampdoria
El 12 de enero de 2012 fichó por la Sampdoria. Su debut se produjo el 14 de enero frente al Padova en una victoria por 2 a 1.
En la temporada 2011-12 de la Serie B, al igual que con el Brescia, consiguió el ascenso a través de los play-offs venciendo al AS Varese por un global de 4 a 2.
Con la Sampdoria llegó a disputar un total de 35 partidos en sus 3 temporadas con el club. Tampoco marcó goles.

### Leeds United

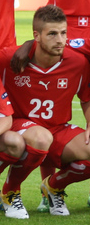
Berardi con la.

El 19 de julio de 2014 el Leeds United anunció que habían firmado a Berardi por un contrato de dos años por una cantidad no revelada, y con una opción para un tercer año. El presidente del club, Massimo Cellino, confirmó que Berardi había preferido un recorte salarial para llegar al Leeds. Estuvo siete temporadas, abandonando la entidad al término de la temporada 2020-21.
La primera parte de la campaña siguiente la pasó sin equipo y el 31 de enero de 2022 se unió al F. C. Sion hasta el mes de junio. En julio fichó por la A. C. Bellinzona que había ascendido a la Challenge League. Con este equipo compitió durante la temporada 2022-23, la que acabó siendo la última de su carrera.

## Selección nacional
Berardi debutó con la selección suiza sub-21 el 19 de noviembre de 2008, frente a la selección de Grecia sub-21.
Su único partido con la selección absoluta de suiza fue el 10 de agosto de 2011 frente a la selección de Liechtenstein.

## Clubes
| Club               | País       | Año       |
| ------------------ | ---------- | --------- |
| Brescia Calcio     | Italia     | 2005-2011 |
| U. C. Sampdoria    | Italia     | 2012-2014 |
| Leeds United F. C. | Inglaterra | 2014-2021 |
| F. C. Sion         | Suiza      | 2022      |
| A. C. Bellinzona   | Suiza      | 2022-2023 |

## Palmarés

### Campeonatos nacionales
| Título           | Club               | País       | Año  |
| ---------------- | ------------------ | ---------- | ---- |
| EFL Championship | Leeds United F. C. | Inglaterra | 2020 |